# Orville Zimmerman
Orville Zimmerman (* 31. Dezember 1880 bei Glen Allen, Bollinger County, Missouri; † 7. April 1948 in Washington, D.C.) war ein US-amerikanischer Politiker. Zwischen 1935 und 1948 vertrat er den Bundesstaat Missouri im US-Repräsentantenhaus.

## Werdegang
Orville Zimmerman besuchte die öffentlichen Schulen seiner Heimat, dann die Mayfield-Smith Academy in Marble Hill und schließlich bis 1904 das Southeast Missouri State College in Cape Girardeau. Zwischen 1904 und 1908 leitete er die Dexter High School. Nach einem anschließenden Jurastudium an der University of Missouri in Columbia und seiner 1911 erfolgten Zulassung als Rechtsanwalt begann er in Kennett in diesem Beruf zu arbeiten. Während des Ersten Weltkrieges diente er als Soldat in der US Army. Zwischen 1928 und 1936 gehörte Zimmerman dem Bildungsausschuss der Stadt Kennett an. Seit 1933 bis zu seinem Tod war er auch Vorstandsmitglied des Southeast Missouri State College.
Politisch war Zimmerman Mitglied der Demokratischen Partei. Bei den Kongresswahlen des Jahres 1934 wurde er im zehnten Wahlbezirk von Missouri in das US-Repräsentantenhaus in Washington gewählt, wo er am 3. Januar 1935 die Nachfolge von Frank H. Lee antrat. Nach sechs Wiederwahlen konnte er bis zu seinem Tod am 7. April 1948 im Kongress verbleiben. Dort wurden bis 1941 weitere New-Deal-Gesetze der Bundesregierung verabschiedet. Seit dem 7. Dezember 1941, dem Tag des japanischen Angriffs auf Pearl Harbor, war auch die Arbeit des Kongresses von den Ereignissen des Zweiten Weltkrieges und dessen Folgen geprägt. Orville Zimmerman starb am 7. April 1948 in der Bundeshauptstadt Washington und wurde in Kennett beigesetzt. Sein Abgeordnetenmandat fiel nach einer Sonderwahl an seinen Parteifreund Paul C. Jones.